# 孔安国 (东晋)
孔安国（？—408年），字安國，会稽山阴人。東晉尚書僕射孔愉第六子。東晉官員，官至尚書左僕射。
孔安國比同輩族兄們都小了三十多歲，而當時其族兄們都沒有才能名氣，只以宗族強盛富足而立。只有孔安國以及兄長孔汪以孤貧建立節操，安國終以儒學素雅而有名，並得晉孝武帝知遇。孝武帝在位時，安國歷任侍中及太常。太元二十一年（396年），孝武帝去世，安國向來身形瘦弱，穿起喪服為孝武帝哭了整天，看見的人都認為他是真心而作。
後安國任會稽內史、領軍將軍，隨後又獲加領東海王師。隆安五年（401年）孫恩逼近京師，安國以領軍將軍與左衞將軍王嘏駐防中皇堂。後任左將軍。義熙二年（406年）轉尚書左僕射、散騎常侍。義熙四年（408年），安國去世。朝廷追贈左光祿大夫。